# ニュートン線

E, K, F は同一直線上に在り、この直線をニュートン線と称する。

幾何学において、ニュートン線（ニュートンせん）とは、四角形の対角線の中点を結んだ直線のことである。

## 性質
対向する辺の中点を結んだ2直線の交点は、ニュートン線上にある。
四角形が円に外接するならば、その内心は、ニュートン線上にある。

## 一般化
入砂七五三一は次の一般化を示した。ダオ・タイン・オアイ（Dao Thanh Oai）も同様の定理を示している。
三角形ABCと点P、直線Lを用意する。Pのチェバ三角形をA0B0C0、LとABCの各辺との交点をA1, B1, C1として、AA1とB0C0の交点、BB1とC0A0の交点、CC1とA0B0の交点は共線である。
Pを△ABCの重心とすればABCの辺とLからなる四角形のニュートン線を得る。

## ニュートン・ガウス線
完全四辺形の3つの対角線の中点は同一直線上にある（ニュートンの定理、ガウスの定理）。この線をニュートン・ガウス線（Newton–Gauss line）または単にニュートン線という。